# RCN Novelas
RCN Novelas, anciennement RCN Telenovelas, est une chaîne de télévision payante latino-américaine d'origine colombienne, appartient au groupe RCN International et transmet son signal depuis le 27 août 2009. Sa programmation est basée sur des feuilletons, des séries, des divertissements familiaux et des émissions dramatiques produites par RCN Televisión, années en cours et précédentes. En 2015, cette chaîne avait plus de quatre millions d'abonnés en Colombie et en Amérique latine.
RCN Novelas est l'une des trois chaînes internationales de RCN avec signal en Amérique latine, avec NTN24 et Nuestra Tele Internacional.
En août 2017, la commission nationale des télécommunications du Venezuela a censuré la diffusion de plusieurs chaînes colombiennes dont RCN Novelas. Le groupe RCN dénoncera de « graves violations de la liberté de la presse et d'expression au Venezuela ».

## Logotypes

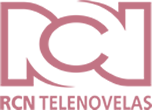
Logo utilisé de 2012 à 2013.
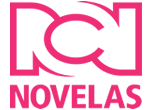
Logo utilisé de 2013 à 2015.
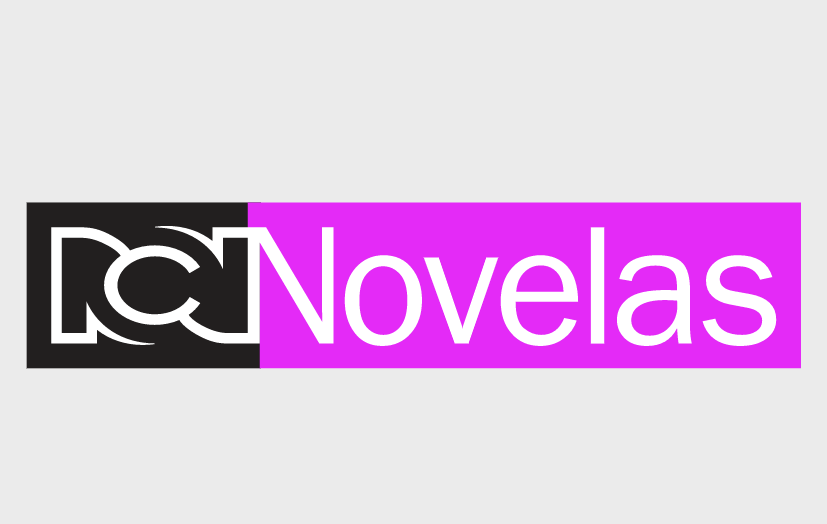
Logo utilisé de 2015 à 2018.
Logo utilisé de 2018 à 2019